# Kindia
Kindia è la terza città della Guinea, nonché il capoluogo della Regione di Kindia. È situata a circa 135 km a nord-est della capitale Conakry.
La sua area metropolitana comprende 400.000 abitanti.

## Descrizione
Kindia è la capitale e la più grande città della Prefettura e della Regione di Kindia. Forma inoltre una delle sub-prefetture della Guinea. A Kindia ha sede il comando delle Forze Armate della Guinea.
La città è cresciuta attorno alle piantagioni di banane dopo la costruzione di una linea ferroviaria (ora chiusa) che la collegava alla capitale. Le attrazioni turistiche includono il Monte Gangan e le cascate Mariée Falls.

## Società

### Evoluzione demografica
La popolazione della città è costituita da diverse etnie, anche se i Sosso rappresentano la maggioranza, seguiti dai Mandingo. Sono tuttavia rappresentati quasi tutti i gruppi etnici del paese.
A Kindia si trova la seconda più grande comunità di originari della Sierra Leone, dopo quella presente nella capitale, Conakry, con circa 9.000 persone che nella maggioranza hanno anche la cittadinanza della Guinea.
La lingua più parlata è il Sosso che è compreso da quasi tutta la popolazione, come avviene nelle altre grandi città della Guinea occidentale.